# Воображаемый друг
Вообража́емый друг (также «невидимый друг», «воображаемый партнёр») — это придуманный человеком персонаж, с которым он дружит или общается. Воображаемый друг может казаться очень реальным, хотя обычно дети понимают, что он не существует на самом деле.

## Исследование явления
Предполагают, что первые научные исследования на тему воображаемых друзей были проведены в 1890-е годы.
На тему появления и эволюции этого феномена очень мало информации. Тем не менее, Клаузен и Пассман (2007) пишут, что первоначально воображаемых партнёров описывали в виде сверхъестественных существ и духов, которые, как считалось, связывают людей с их прошлыми жизнями. В ранние исторические времена у взрослых людей были домашние боги, ангелы-хранители и музы, игравшие роль воображаемых партнёров, дающих комфорт, руководство и творческое вдохновение. Как считают Клаузен и Пассман, в конце концов феномен воображаемых друзей перешёл на детей. В какую эпоху у детей стали появляться воображаемые друзья, неизвестно, но, по мнению вышеназванных авторов, возможно, что детский феномен воображаемого друга возник в середине XIX века, когда детство стали считать важным периодом в жизни человека, временем для игры и воображения.

## В массовой культуре

### Кинематограф
- Вредный Фред (1991)
- Богус (1996)
- Сияние (1980)
- Бен Икс (2007)
- В ожидании чуда (2007)
- Сверхъестественное (2015)
- Кролик Джоджо (2019)
- Бойцовский клуб (1999)
- Хэппи (2017)
- Остаться в живых (2004)

### Мультипликация
- Фостер: Дом для друзей из мира фантазий (2004)
- Воображаемая Мэри (2017)
- Варежка (1967)
- Мэри и Макс (2009)
- Воображаемые друзья (2023)